# Brian Labone
Brian Leslie Labone (Liverpool, 23 de janeiro de 1940 - 24 de abril de 2006) foi um futebolista e treinador inglês, que atuava como defensor.

## Carreira
Brian Labone fez parte do elenco da Seleção Inglesa de Futebol que disputou a Copa do Mundo de 1970.

## Ligações Externas
- Perfil em FIFA.com (em inglês)